# Топучая
Топу́чая — село в Шебалинском районе Республики Алтай России. Входит в состав Дъектиекского сельского поселения.

## География
Находится у начала подъёма федеральной автодороги Р-256 «Чуйский тракт» (572 км) на Семинский перевал. Здесь смыкаются Чергинский и Семинский хребты, дальнейшее движение возможно лишь через горный перевал, высотой 1717 метров. Это второй по высоте перевал на Чуйском тракте.

## История
Основано в 1878 году. Из списка населенных мест Бийского уезда 1911 года известно, что оно входила в Шебалинскую волость, где было 53 двора и проживало 283 человека. Существовала церковь, школа грамоты, 2 кожевенных завода, 2 торговые лавки.
В годы Гражданской войны здесь проходили сражения частей Красной Армии с отступающими на юг, в Монголию отрядами колчаковских войск.
Позже, в 30—40-х годах XX века в этих местах находился один из лагерей ГУЛАГа, где отбывал свой срок «юродивый епископ» Варнава (Беляев).

## Население
| 2010 | 2011 | 2012 | 2013 | 2014 | 2015 | 2016 |
| ---- | ---- | ---- | ---- | ---- | ---- | ---- |
| 209  | →209 | ↘203 | ↗208 | ↘206 | ↘199 | ↘194 |

## Транспорт
Село стоит на федеральной автодороге Р-256 «Чуйский тракт».